# The Great North
The Great North ist eine US-amerikanische animinierte Sitcom für Erwachsene, die von Wendy Molyneux, Lizzie Molyneux und Minty Lewis erdacht wurde. Die Premiere der Serie fand am 3. Januar 2021 auf dem US-Networksender Fox statt. Im deutschsprachigen Raum erfolgte die Erstveröffentlichung der Serie am 29. September 2021 durch Disney+ via Star als Original.

## Handlung
Die Handlung begleitet die Familie Tobin bei verschiedenen Abenteuern in Alaska. Beef als alleinerziehender Vater versucht täglich, seine Schar an Kindern zusammenzuhalten, allen voran seine einzige Tochter Judy, deren künstlerische Träume sie weg vom Fischerboot der Familie in die glamourösere Welt des örtlichen Einkaufszentrums ziehen. Vervollständigt wird die Familie durch Judys älteren Bruder Wolf mit seiner Verlobten Honeybee, ihren mittleren Bruder Ham und ihren zehnjährigen Bruder Moon, der sich mehr wie ein Fünfzigjähriger verhält. Da Judy nicht mit ihrer Mutter sprechen kann, sucht sie Rat bei ihrer neuen Chefin Alyson sowie bei ihrer imaginären Freundin Alanis Morissette, die ihr stets in Form von Nordlichtern erscheint.

## Produktion

### Entwicklung
Die Entwicklung der Serie wurde erstmals am 28. September 2018 offiziell bekanntgegeben, wobei angekündigt wurde, dass die Idee zur Serie von Wendy Molyneux, Lizzie Molyneux-Logelin und Minty Lewis stammt, und diese gemeinsam mit Loren Bouchard als ausführende Produzenten der Serie fungieren. Am 9. Mai 2019 erfolgte durch Fox die offizielle Serienbestellung, welche durch die Produktionsfirmen Bento Box Entertainment, Fox Entertainment und 20th Television realisiert wurde. Noch vor Premiere wurde die Serie durch Fox am 22. Juni 2020 für eine zweite Staffel verlängert.
Am 13. Mai 2019 wurde eine Ausstrahlung der Serie im Jahr 2020 in Aussicht gestellt. Doch durch eine Ankündigung am 11. Mai 2020 wurde bekannt, dass nun die Premiere der Serie für die TV-Midseason 2020/2021 geplant ist. Am 22. Dezember 2020 wurde bekanntgegeben, dass die Premiere der Serie am 3. Januar 2021 auf dem US-Networksender Fox in Form einer Sondervorschau stattfinden wird. Einen Tag nach Ausstrahlung der letzten Folge von Staffel 1, wurde die Serie am 17. Mai 2021 durch Fox um eine dritte Staffel verlängert.

### Casting
Im Zuge der offiziellen Ankündigung der Serie am 28. September 2018, wurde bekanntgegeben, dass Nick Offerman, Jenny Slate, Megan Mullally, Paul Rust, Aparna Nancherla, Will Forte, und Dulcé Sloan den Hauptfiguren der Serie ihre Stimmen leihen werden. Am 22. Juni 2020 wurde bekannt, dass Alanis Morissette sich selbst in der Serie sprechen wird.

## Besetzung und Synchronisation
Die deutschsprachige Synchronisation entsteht nach den Dialogbüchern von Nathan Bechhofer und Julia Sander sowie unter der Dialogregie von Nathan Bechhofer und Adrian Mendl durch die Synchronfirma SDI Media Germany in München.
| Rolle             | englischer Synchronsprecher | deutscher Synchronsprecher |
| ----------------- | --------------------------- | -------------------------- |
| Beef Tobin        | Nick Offerman               | Thomas Rauscher            |
| Judy Tobin        | Jenny Slate                 | Maresa Sedlmeir            |
| Wolf Tobin        | Will Forte                  | Martin Bonvicini           |
| Honeybee Shaw     | Dulcé Sloan                 | Angelina Markiefka         |
| Ham Tobin         | Paul Rust                   | Felix Mayer                |
| Moon Tobin        | Aparna Nancherla            | Marget Flach               |
| Alyson Lefebvrere | Megan Mullally              | Tatjana Pokorny            |
| Alanis Morissette | Alanis Morissette           | Carin C. Tietze            |

## Episodenliste

### Staffel 1
| Nr. (ges.) | Nr. (St.) | Deutscher Titel                         | Originaltitel                 | Erstausstrahlung (USA) | Deutschsprachige Erstveröffentlichung (D/A/CH) | Regie                        | Drehbuch                                               |
| ---------- | --------- | --------------------------------------- | ----------------------------- | ---------------------- | ---------------------------------------------- | ---------------------------- | ------------------------------------------------------ |
| 1          | 1         | Sexy Elch-Abenteuer                     | Sexi Moose Adventure          | 3. Jan. 2021           | 29. Sep. 2021                                  | Carlos Ramos & Casey Crowe   | Lizzie Molyneux-Logelin & Wendy Molyneux & Minty Lewis |
| 2          | 2         | Abenteuer beim Fest der Nicht-Menschen  | Feast of Not People Adventure | 17. Jan. 2021          | 29. Sep. 2021                                  | Joel Moser                   | Minty Lewis                                            |
| 3          | 3         | Avocado-Tauschhandel-Abenteuer          | Avocado Barter Adventure      | 21. Feb. 2021          | 6. Okt. 2021                                   | Will Strode                  | Gabe Delahaye                                          |
| 4          | 4         | Romantisches Abenteuer auf Fleischbasis | Romantic Meat-Based Adventure | 28. Feb. 2021          | 13. Okt. 2021                                  | Carlos Ramos & Paul Scarlata | Lizzie Molyneux-Logelin & Wendy Molyneux               |
| 5          | 5         | Curl Interrupted Adventure              | Curl Interrupted Adventure    | 7. März 2021           | 20. Okt. 2021                                  | Joel Moser                   | Matt Lawton                                            |
| 6          | 6         | Pride & Prejudance Adventure            | Pride & Prejudance Adventure  | 14. März 2021          | 27. Okt. 2021                                  | Neil Graf                    | Charlie Kelly                                          |
| 7          | 7         | Historisches Abenteuer                  | Period Piece Adventure        | 21. März 2021          | 3. Nov. 2021                                   | Will Strode                  | Michelle Badillo & Caroline Levich                     |
| 8          | 8         | Glaube ist alles                        | Keep Beef-Lievin Adventure    | 11. Apr. 2021          | 10. Nov. 2021                                  | Joel Moser                   | Ted Travelstead                                        |
| 9          | 9         | Stoßzahn im Wind                        | Tusk in the Wind Adventure    | 18. Apr. 2021          | 17. Nov. 2021                                  | Neil Graf                    | Kevin Avery                                            |
| 10         | 10        | Game of Snownes                         | Game of Snownes Adventure     | 9. Mai 2021            | 24. Nov. 2021                                  | Neil Graf                    | Kashana Cauley                                         |
| 11         | 11        | My Fart Will Go on Adventure            | My Fart Will Go on Adventure  | 16. Mai 2021           | 1. Dez. 2021                                   | Will Strode                  | Laura Hooper Beck & Mike Olsen                         |

### Staffel 2
| Nr. (ges.) | Nr. (St.) | Deutscher Titel                         | Originaltitel                  | Erstausstrahlung (USA) | Deutschsprachige Erstveröffentlichung (D/A/CH) | Regie            | Drehbuch          |
| ---------- | --------- | --------------------------------------- | ------------------------------ | ---------------------- | ---------------------------------------------- | ---------------- | ----------------- |
| 12         | 1         | Die Open-Mic-Nacht                      | Brace/Off Adventure            | 26. Sep. 2021          | 9. März 2022                                   | Mario D'Anna     | Caroline Levich   |
| 13         | 2         | Lage des Elchs: Lone Moose Elch Bankett | The Great Punkin' Adventure    | 3. Okt. 2021           | 9. März 2022                                   | Celestino Marina | Matt Lawton       |
| 14         | 3         | Alaskas dunkle Tage                     | The Yawn of the Dead Adventure | 10. Okt. 2021          | 9. März 2022                                   | Joel Moser       | Kevin Seccia      |
| 15         | 4         | Geschichten von früher                  | Wanted: Delmer Alive Adventure | 17. Okt. 2021          | 16. März 2022                                  | Tom King         | Mike Olsen        |
| 16         | 5         | Beefs Midlife-Crisis                    | Beef's Craig Beef Adventure    | 24. Okt. 2021          | 23. März 2022                                  | Will Strode      | Thomas Reyes      |
| 17         | 6         | Die Mörder-Mystery-Party                | Skidmark Holmes Adventure      | 7. Nov. 2021           | 30. März 2022                                  | Paul Scarlata    | Laura Hooper Beck |
| 18         | 7         | Die Praktikumswoche                     | Tasteful Noods Adventure       | 14. Nov. 2021          | 6. Apr. 2022                                   | Michael Baylis   | Ted Travelstead   |
| 19         | 8         | Die Beefhunt                            | Good Beef Hunting Adventure    | 21. Nov. 2021          | 13. Apr. 2022                                  | Neil Graf        | Kevin Seccia      |
| 20         | 9         | Eine zweite Chance für Tusk Johnson     | From Tusk Til Dawn Adventure   | 28. Nov. 2021          | 20. Apr. 2022                                  | Mario D'Anna     | Kevin Avery       |
| 21         | 10        | Ein Hammer zu Weihnachten               | Dip the Halls Adventure        | 19. Dez. 2021          | 27. Apr. 2022                                  | Neil Graf        | Thomas Reyes      |
| 22         | 11        | Der mit dem Wolf Stepp tanzt            | Dances with Wolfs Adventure    | 2. Jan. 2022           | 4. Mai 2022                                    | Tom King         | Charlie Kelly     |
| 23         | 12        | Beef beim Frauenabend                   | Beef Mommas House Adventure    | 27. Feb. 2022          | 11. Mai 2022                                   | Michael Baylis   | Kashana Cauley    |
| 24         | 13        | Undercover Rektor                       | Saved by the Spells Adventure  | 6. März 2022           | 18. Mai 2022                                   | Paul Scarlata    | Gabe Delahaye     |
| 25         | 14        | The Ideal Hurricane: Das Musical        | Stools Rush in Adventure       | 13. März 2022          | 25. Mai 2022                                   | Mario D'Anna     | Carrie Clifford   |
| 26         | 15        | Das Mathe-Abenteuer                     | You've Got Math Adventure      | 20. März 2022          | 1. Juni 2022                                   | Neil Graf        | Caroline Levich   |
| 27         | 16        | Zeit ist kostbar                        | As Goldie as It Gets Adventure | 27. März 2022          | 8. Juni 2022                                   | Michael Baylis   | Laura Hooper Beck |
| 28         | 17        | Rettet das Holzstamm-Museum             | Dead Moon Walking Adventure    | 10. Apr. 2022          | 15. Juni 2022                                  | Paul Scarlata    | Mike Olsen        |
| 29         | 18        | Fifty Shades of Wade                    | Beef's in Toyland Adventure    | 24. Apr. 2022          | 10. Aug. 2022                                  | Neil Graf        | Kevin Seccia      |
| 30         | 19        | Vers-Vollzug                            | Poetry of the Penals Adventure | 1. Mai 2022            | 10. Aug. 2022                                  | Michael Baylis   | Ted Travelstead   |
| 31         | 20        | Ein dramatisches Coming-Out             | Say It Again, Ham Adventure    | 8. Mai 2022            | 10. Aug. 2022                                  | Paul Scarlata    | Charlie Kelly     |
| 32         | 21        | Der verfluchte Wasserpark               | Slide & Wet-Judice Adventure   | 15. Mai 2022           | 10. Aug. 2022                                  | Neil Graf        | Gabe Delahaye     |
| 33         | 22        | „Papa, schnapp den Unhold“-Abenteuer    | Papa Don't Fiend Adventure     | 22. Mai 2022           | 10. Aug. 2022                                  | Paul Scarlata    | Matt Lawton       |

### Staffel 3
| Nr. (ges.) | Nr. (St.) | Deutscher Titel                               | Originaltitel                                | Erstausstrahlung (USA) | Deutschsprachige Erstveröffentlichung (D/A/CH) | Regie           | Drehbuch                                 |
| ---------- | --------- | --------------------------------------------- | -------------------------------------------- | ---------------------- | ---------------------------------------------- | --------------- | ---------------------------------------- |
| 34         | 1         | Smalltalk mit Messer                          | A Knife to Remember Adventure                | 25. Sep. 2022          | 1. Feb. 2023                                   | Neil Graf       | Matt Lawton                              |
| 35         | 2         | Cillian & andere Katastrophen                 | Cillian Me Softly Adventure                  | 2. Okt. 2022           | 1. Feb. 2023                                   | Michael Baylis  | Kevin Avery                              |
| 36         | 3         | Herbstwirbel-Tanz-Wahnsinn                    | Autumn If You Got Em Adventure               | 9. Okt. 2022           | 1. Feb. 2023                                   | Paul Scarlata   | Wendy Molyneux & Lizzie Molyneux-Logelin |
| 37         | 4         | Die Akte Tobin                                | Code Enough Said Adventure                   | 16. Okt. 2022          | 8. Feb. 2023                                   | Mario D'Anna    | Gabe Delahaye                            |
| 38         | 5         | Holzklasse                                    | Woodfellas Adventure                         | 23. Okt. 2022          | 15. Feb. 2023                                  | Paul Scarlata   | Kevin Seccia                             |
| 39         | 6         | Eine Halloween-Geschichte                     | Blood Actually Adventure                     | 30. Okt. 2022          | 22. Feb. 2023                                  | Karen Hydendahl | Caroline Levich                          |
| 40         | 7         | Das elektrische Monokel & andere Verwirrungen | Mall-mento Adventure                         | 13. Nov. 2022          | 1. März 2023                                   | Michael Baylis  | Kashana Cauley                           |
| 41         | 8         | In der Würze liegt die Kraft                  | Dick, Rick, Groom Adventure                  | 20. Nov. 2022          | 8. März 2023                                   | Neil Graf       | Kevin Avery                              |
| 42         | 9         | Bon Voyage, BFF!                              | Bee's All That Adventure                     | 27. Nov. 2022          | 15. März 2023                                  | Michael Baylis  | Charlie Kelly                            |
| 43         | 10        | Skanke in himmlischer Ruh!                    | Xmas With the Skanks Adventure               | 11. Dez. 2022          | 22. März 2023                                  | Karen Hydendahl | Laura Hooper Beck                        |
| 44         | 11        | Das Fenster zur Zwangsneurose                 | Arranger-ous Minds Adventure                 | 1. Jan. 2023           | 29. März 2023                                  | Paul Scarlata   | Mike Olsen                               |
| 45         | 12        | Bettgeschichten                               | Enough Bed Adventure                         | 19. Feb. 2023          | 5. Apr. 2023                                   | Mario D'Anna    | Thomas Reyes                             |
| 46         | 13        | Zauberhafte Schwesternschaft                  | Sister Pact Too Adventure                    | 26. Feb. 2023          | 12. Apr. 2023                                  | Neil Graf       | Carlee Malemute                          |
| 47         | 14        | Es geht um die Wurst                          | Boy Meats World Adventure                    | 5. März 2023           | 19. Apr. 2023                                  | Karen Hydendahl | Kashana Cauley                           |
| 48         | 15        | Fast-am-Daten-Abenteuer                       | Can't Hardly Date Adventure                  | 12. März 2023          | 26. Apr. 2023                                  | Michael Baylis  | Matt Lawton                              |
| 49         | 16        | Elternfreuden                                 | Great Bus of Choir Adventure                 | 19. März 2023          | 3. Mai 2023                                    | Paul Scarlata   | Drew Hanks                               |
| 50         | 17        | Von Bären und Brüdern                         | A Bear-tiful Find Adventure                  | 16. Apr. 2023          | 10. Mai 2023                                   | Mario D'Anna    | Ted Travelstead                          |
| 51         | 18        | Danica & Pete                                 | Pa-shank Redemption Adventure                | 23. Apr. 2023          | 17. Mai 2023                                   | Neil Graf       | Mike Olsen                               |
| 52         | 19        | Das-kommt-hinten-raus-Abenteuer               | Rear Genius Adventure                        | 30. Apr. 2023          | 5. Juli 2023                                   | Michael Baylis  | Laura Hooper Beck                        |
| 53         | 20        | Der Fisch auf dem Tisch ist frisch-Abenteuer  | Barrel Be Blood Adventure                    | 7. Mai 2023            | 5. Juli 2023                                   | Karen Hydendahl | Thomas Reyes                             |
| 54         | 21        | Sag mal, riechst du das auch? (Teil eins)     | For Whom the Smell Tolls Adventure: Part One | 14. Mai 2023           | 5. Juli 2023                                   | Mario D'Anna    | Caroline Levich                          |
| 55         | 22        | Sag mal, riechst du das auch? (Teil zwei)     | For Whom the Smell Tolls Adventure: Part Two | 21. Mai 2023           | 5. Juli 2023                                   | Neil Graf       | Kevin Seccia                             |

### Staffel 4
| Nr. (ges.) | Nr. (St.) | Deutscher Titel                           | Originaltitel                  | Erstausstrahlung (USA) | Deutschsprachige Erstveröffentlichung (D/A/CH) | Regie           | Drehbuch             |
| ---------- | --------- | ----------------------------------------- | ------------------------------ | ---------------------- | ---------------------------------------------- | --------------- | -------------------- |
| 56         | 1         | Moons Macht                               | Bad Speecher Adventure         | 7. Jan. 2024           | 1. Mai 2024                                    | Damil Bryant    | Asha Michelle Wilson |
| 57         | 2         | Beef & Cindy                              | Risky Beefness Adventure       | 18. Feb. 2024          | 1. Mai 2024                                    | Neil Graf       | Ted Travelstead      |
| 58         | 3         | Bunker mit Tante                          | Aunt Misbehavin' Adventure     | 25. Feb. 2024          | 1. Mai 2024                                    | Karen Hydendahl | Gabe Delahaye        |
| 59         | 4         | Mit Pfefferminzbruch in den Krieg         | Ready Mayor Won Adventure      | 3. März 2024           | 1. Mai 2024                                    | Neil Graf       | Marina Cockenberg    |
| 60         | 5         | Cheesecake & die Brezelfabrik             | Cheese All That Adventure      | 10. März 2024          | 1. Mai 2024                                    | Damil Bryant    | Kevin Seccia         |
| 61         | 6         | Das Schauspielteam                        | The Mighty Pucks Adventure     | 17. März 2024          | 1. Mai 2024                                    | Damil Bryant    | Thomas Reyes         |
| 62         | 7         | Ein Basketball voller Milch               | Judy Presents: The Staircake   | 24. März 2024          | 1. Mai 2024                                    | Michael Baylis  | Caroline Levich      |
| 63         | 8         | Der Bärenflüsterer                        | Bear of Beeftown Adventure     | 7. Apr. 2024           | 1. Mai 2024                                    | Karen Hydendahl | Charlie Kelly        |
| 64         | 9         | Das Idita-Ruth-Abenteuer                  | Idita-Ruth Adventure           | 14. Apr. 2024          | 1. Mai 2024                                    | Michael Baylis  | Matt Lawton          |
| 65         | 10        | Zech & zieh!                              | A Chug's Life Adventure        | 14. Apr. 2024          | 1. Mai 2024                                    | Karen Hydendahl | Kit Boss             |
| 66         | 11        | Mission Hüttenkäse                        | High Expectations Adventure    | 21. Apr. 2024          | 25. Sept. 2024                                 | Neil Graf       | Carlee Malemute      |
| 67         | 12        | Die Akte Tobin – wieder geöffnet          | Any Court in a Storm Adventure | 28. Apr. 2024          | 25. Sept. 2024                                 | Michael Baylis  | Laura Hooper Beck    |
| 68         | 13        | Kapitänsfreundschaft und Frühlingsgefühle | You've Got Sail Adventure      | 5. Mai 2024            | 25. Sept. 2024                                 | Neil Graf       | Asha Michelle Wilson |
| 69         | 14        | Arztphobie und Frauenpower                | Doctor? No! Adventure          | 12. Mai 2024           | 25. Sept. 2024                                 | Damil Bryant    | Matt Lawton          |
| 70         | 15        | Die schlimmsten Dates                     | The Tobin Family Pool          | 19. Mai 2024           | 25. Sept. 2024                                 | Damil Bryant    | Marina Cockenberg    |
| 71         | 16        | Kohl & Kult                               | Excess Cabbage Adventure       | 1. Sept. 2024          | 25. Sept. 2024                                 | Michael Baylis  | Jay Kasten           |
| 72         | 17        | Willkommen-in-Miami-Abenteuer             | Welcome to Miami Adventure     | 8. Sept. 2024          | 25. Sept. 2024                                 | Karen Hydendahl | Gabe Delahaye        |
| 73         | 18        | Frau am Steuer und Mann am Puzzle         | Worst Drives Club Adventure    | 8. Sept. 2024          | 25. Sept. 2024                                 | Karen Hydendahl | Carrie Clifford      |
| 74         | 19        | Kuck-mal-wer-da-kreischt-Abenteuer        | Look Who's Squawking Adventure | 15. Sept. 2024         | 25. Sept. 2024                                 | Neil Graf       | Brian Bahe           |
| 75         | 20        | "Bin-ich-das-Eisloch?"-Abenteuer          | Am I The Ice Hole? Adventure   | 15. Sept. 2024         | 25. Sept. 2024                                 | Karen Hydendahl | Ted Travelstead      |

### Staffel 5
| Nr. (ges.) | Nr. (St.) | Deutscher Titel                          | Originaltitel                  | Erstausstrahlung (USA) | Deutschsprachige Erstveröffentlichung (D/A/CH) | Regie             | Drehbuch                                 |
| ---------- | --------- | ---------------------------------------- | ------------------------------ | ---------------------- | ---------------------------------------------- | ----------------- | ---------------------------------------- |
| 76         | 1         | Kathleen auf Abwegen                     | The Lies Aquatic Adventure     | 22. Dez. 2024          | 2. Juli 2025                                   | Karen Hydendahl   | Wendy Molyneux & Lizzie Molyneux-Logelin |
| 77         | 2         | Ausgesetzt und untergetaucht             | The Prince of Hides Adventure  | 23. Feb. 2025          | 2. Juli 2025                                   | Damil Bryant      | Anthony Gioe & Nick Mandernach           |
| 78         | 3         | Ham und der heiße Yeti                   | Bots on the Side Adventure     | 2. März 2025           | 2. Juli 2025                                   | Mario D'Anna      | Caroline Levich                          |
| 79         | 4         | Das Schweigen der Dämme                  | Silence of the Dams Adventure  | 9. März 2025           | 2. Juli 2025                                   | Aimee Steinberger | Carlee Malemute                          |
| 80         | 5         | Moons Entscheidung                       | Bust a Moon Adventure          | 16. März 2025          | 2. Juli 2025                                   | Karen Hydendahl   | Kevin Seccia                             |
| 81         | 6         | Debattieren mit Dirt                     | Can't Hardly Debate Adventure  | 23. März 2025          | 2. Juli 2025                                   | Damil Bryant      | Marina Cockenberg                        |
| 82         | 7         | Eine etwas andere Rom Com                | It's Compli-skated Adventure   | 30. März 2025          | 2. Juli 2025                                   | Mario D'Anna      | Asha Michelle Wilson                     |
| 83         | 8         | Alles nur für den Daumen-hoch-Delfin     | Ghouls Rush In Adventure       | 6. Apr. 2025           | 2. Juli 2025                                   | Aimee Steinberger | Emily Heller                             |
| 84         | 9         | Schneefrei mit Schnüffler                | Dial M for Moon-der Adventure  | 13. Apr. 2025          | 2. Juli 2025                                   | Karen Hydendahl   | Gabe Delahaye                            |
| 85         | 10        | Kuppeln mit Komplimenten                 | Ham to Lose a Guy Adventure    | 27. Apr. 2025          | 2. Juli 2025                                   | Damil Bryant      | Matt Lawton                              |
| 86         | 11        | Dungeons & Dirt                          | Dungeon Aunt Dragons Adventure | 4. Mai 2025            | -                                              | Mario D'Anna      | Jay Kasten                               |
| 87         | 12        | Judy-Crown-ist-nicht-zu-fassen-Abenteuer | Jude-night Run Adventure       | 11. Mai 2025           | -                                              | Karen Hydendahl   | Caroline Levich                          |
| 88         | 13        | Viel Lärm um Beef                        | Sunset Beeflevard Adventure    | 29. Mai 2025           | -                                              | Aimee Steinberger | Anthony Gioe & Nick Mandermach           |
| 89         | 14        | -                                        | Reservoir Dad Adventure        | 5. Juni 2025           | -                                              | Damil Bryant      | Drew Hanks                               |
| 90         | 15        | -                                        | MIB: Men in Belts Adventure    | 12. Juni 2025          | -                                              | Mario D'Anna      | Carlee Malemute                          |
| 91         | 16        | -                                        | Super Smash Lovers Adventure   | 19. Juni 2025          | -                                              | Aimee Steinberger | Matt Lawton                              |
| 92         | 17        | -                                        | Serendipi-Beef Adventure       | 19. Juni 2025          | -                                              | Karen Hydendahl   | Marina Cockenberg                        |
| 93         | 18        | -                                        | Heelraiser Adventure           | 17. Juli 2025          | -                                              | Damil Bryant      | Kevin Seccia                             |
| 94         | 19        | -                                        | Anchor Ham Adventure           | 14. Aug. 2025          | -                                              | Mario D'Anna      | Asha Michelle Wilson                     |
| 95         | 20        | -                                        | Cakeleration of Judependence   | -                      | -                                              | -                 | -                                        |
| 96         | 21        | -                                        | Into the Russell-verse         | -                      | -                                              | -                 | -                                        |
| 97         | 22        | -                                        | It's a Beef-derful Life        | -                      | -                                              | -                 | -                                        |